# گوگل الرتس
گوگل الرتس (به انگلیسی: Google Alerts) سامانه‌ای رایگان از سوی شرکت گوگل است که بر پایهٔ موتور جستجوی گوگل راه اندازی شده‌است.

## روش کار
هشدار و اطلاع رسانی به کاربر استفاده‌کننده از این سامانه، مبنی بر پیداشدن نتایج جدید بنا بر کلیدواژه‌های تعریف شده.

## موارد استفاده
هنگامی که کاربر، نتایج مورد نیاز خود را در موتور جستجوی گوگل نیافته‌است، در صورتی که نتیجه‌ای بنا بر آن واژه‌های کلیدی تعریف شده پیدا شود به کاربر اطلاع رسانی می‌شود از سویی پیگیری بازتاب یک خبر در وبگاه‌ها که با یک کلیدواژه مشخص باشد با این سامانه امکان‌پذیر است.

## نیازمندی‌ها
1. داشتن حساب کاربری در وبگاه گوگل
2. مراجعه به وبگاه گوگل الرتس به نشانی www.google.com/alerts
3. وارد کردن کلیدواژه، نوع نتیجه، بازه زمانی، تعداد و ایمیل دریافت کنندهٔ هشدار[۱]
4. تعیین نوع دریافت هشدار (از طریق ایمیل یا خوراک) و بازه زمانی ارسال هشدار برای کاربر درخواست کننده